# Pisanello

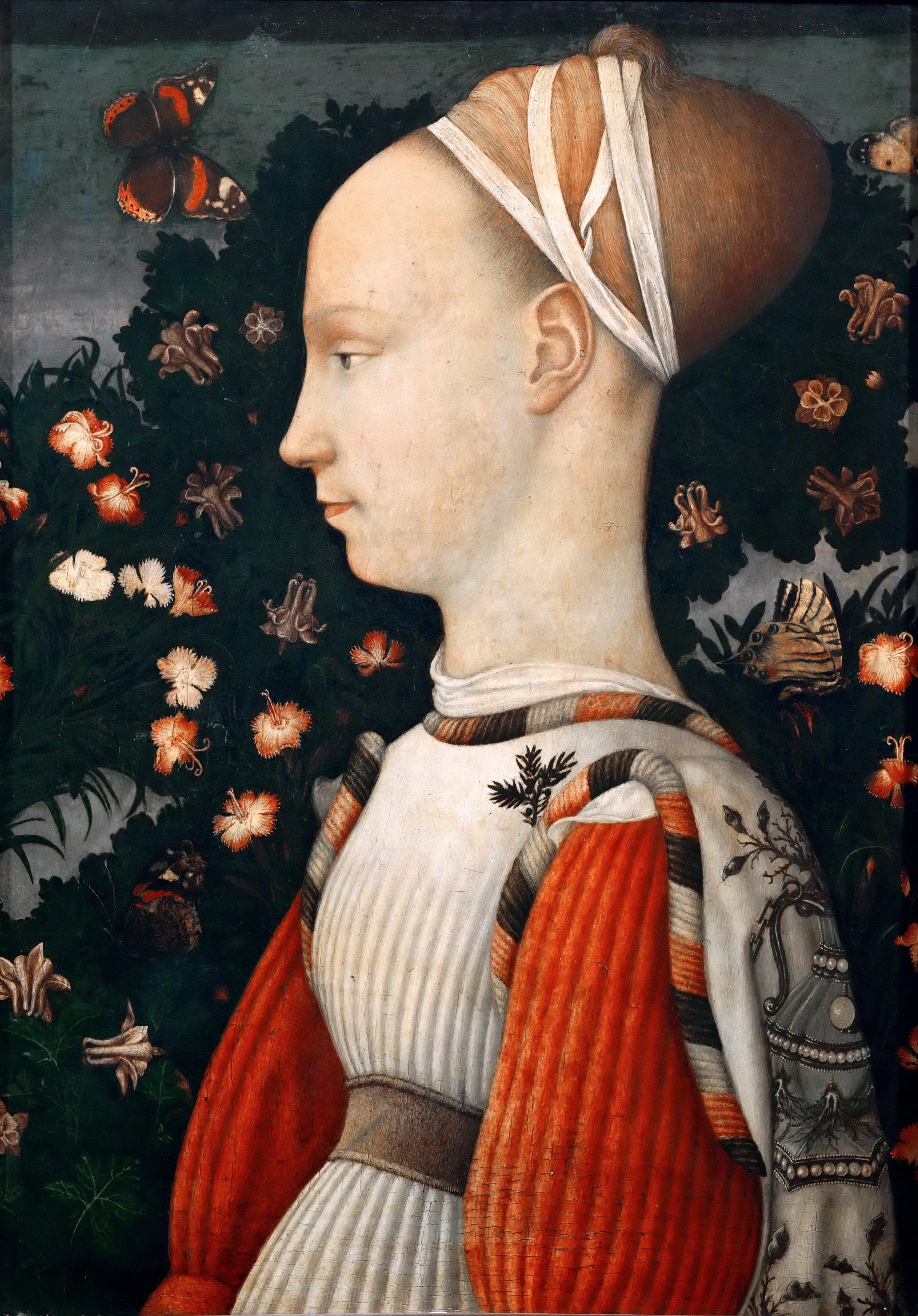
Portret Ginevry d'Este, 1435-1449, Luwr

Pisanello właściwie Antonio Pisano (ur. ok. 1395, w Pizie, zm. 1450–1455) – włoski malarz. Jego dzieło zaliczane jest do gotyku międzynarodowego i tym samym uznawane za sztukę fazy przejściowej między gotykiem a renesansem, który rozwijał się równolegle do twórczości tego artysty.
Pisanello był wędrownym malarzem zatrudnianym na włoskich dworach. Wykonał portret Zygmunta Luksemburskiego oraz wizerunki książąt i księżniczek z wielkich rodów. Malował również rozległe kompozycje ścienne w kościołach Werony, Rzymu, Wenecji.
Jest autorem obrazu Matka Boska ze św. Antonim i św. Jerzym, który znajduje się obecnie w National Gallery w Londynie. Przedstawiony na nim św. Jerzy ma niezwykły ubiór – półzbroję i kapelusz. Na obrazie widnieje podpis artysty w formie imitującej roślinę. Innym dziełem Pisanella jest Wizja św. Eustachego. Malarz nawiązał w nim do historii św. Eustachego, który jeszcze jako żołnierz o imieniu Placidus miał wizję - zobaczył krzyż między rogami jelenia - i po tym wydarzeniu przyjął chrześcijaństwo.
Do naszych czasów przetrwało wiele rysunków Pisanella przedstawiających zwierzęta.

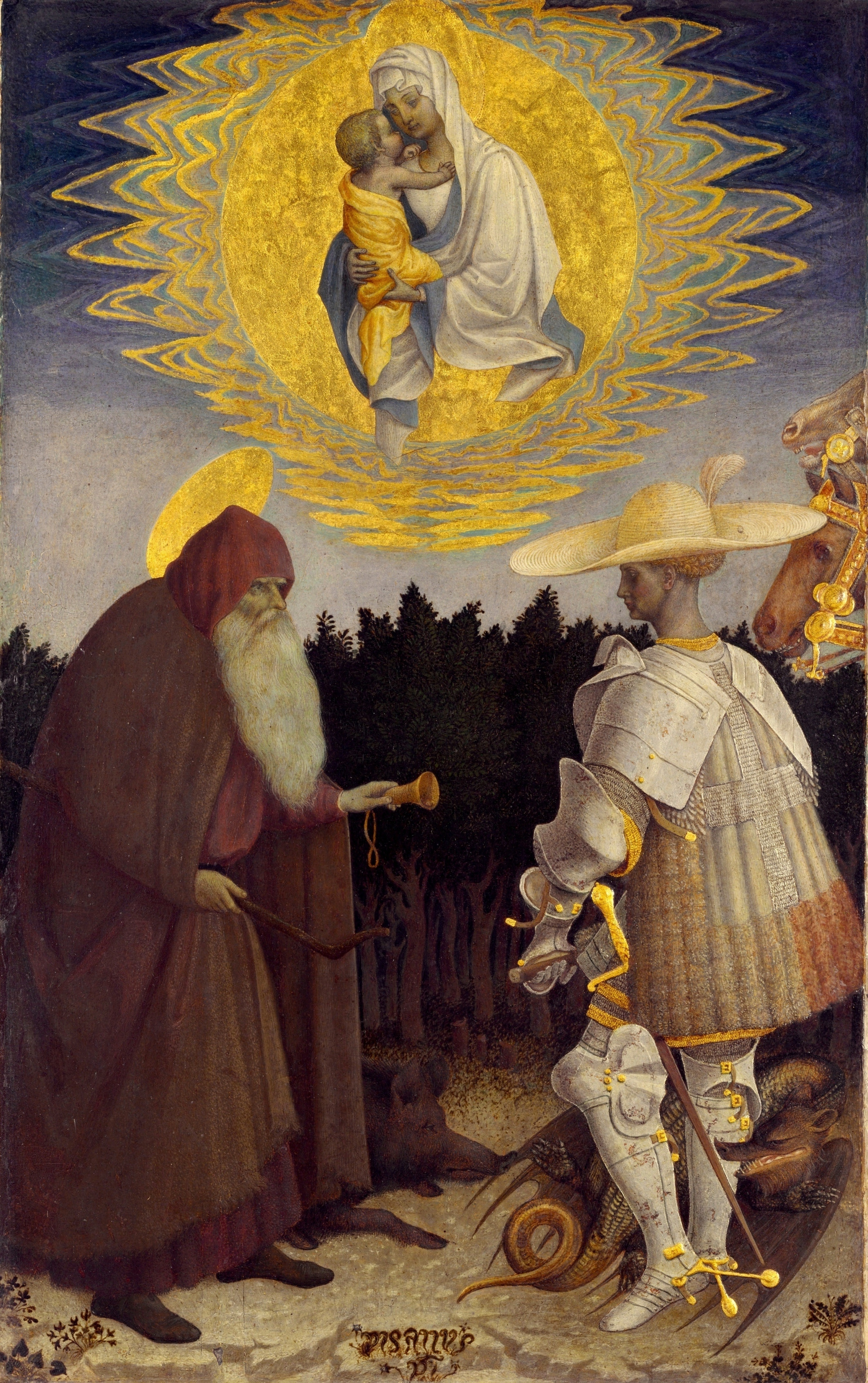
Matka Boska ze św. Antonim i św. Jerzym, ok. 1445, National Gallery w Londynie
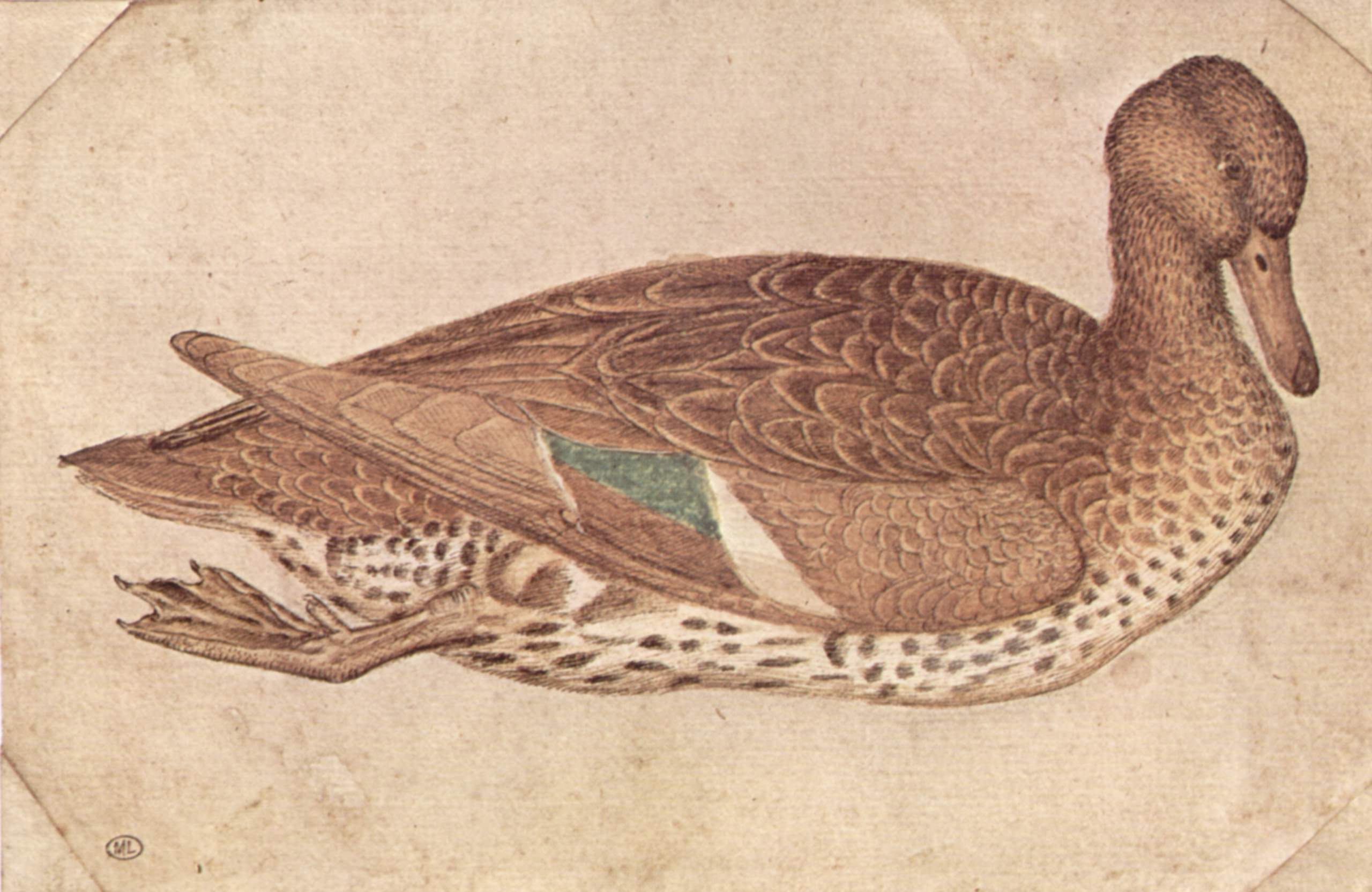
Kaczka, akwarela, 1430–1440, Luwr
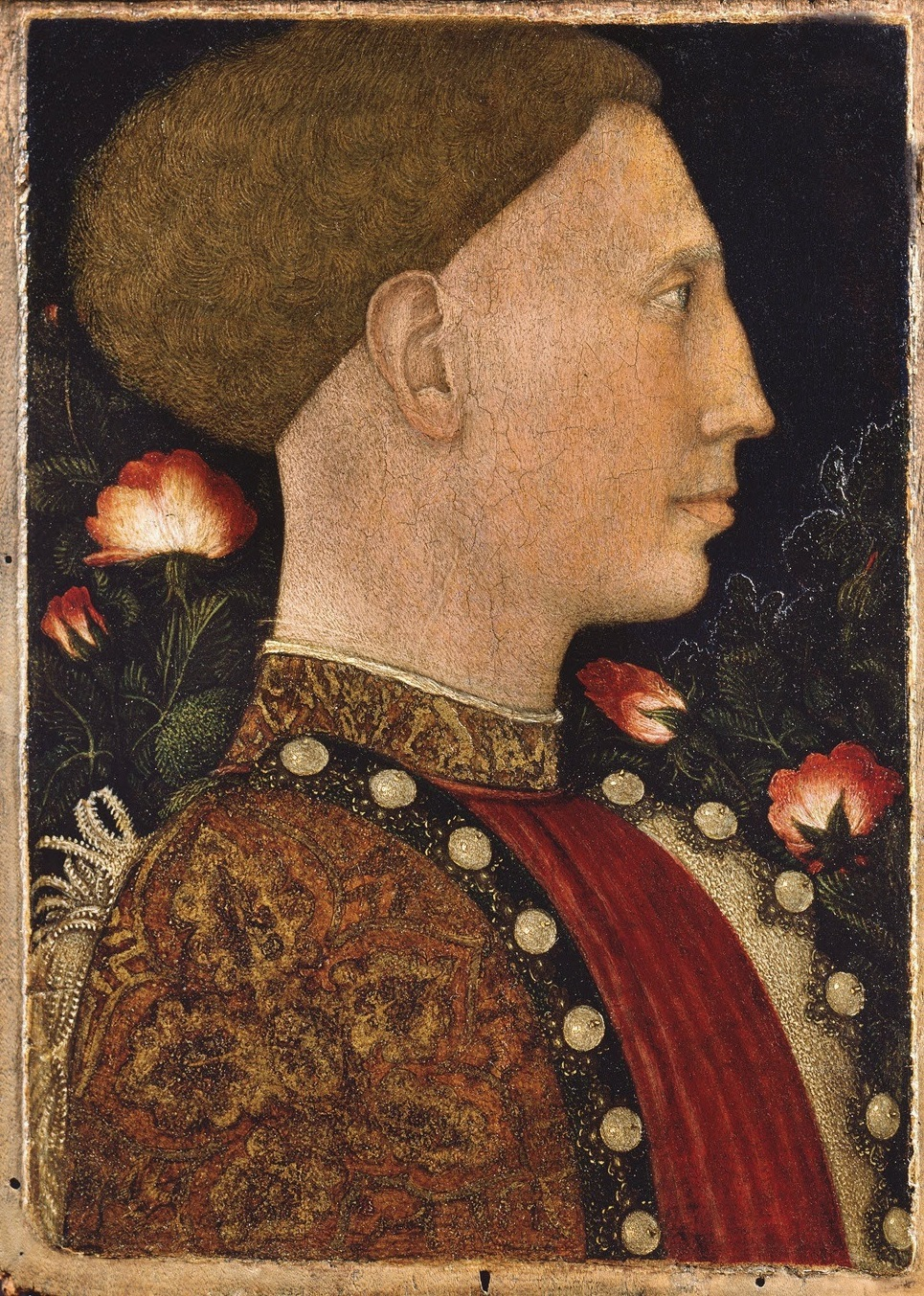
Portret Lionella d'Este, 1441, Galleria dell'Accademia Carrara, Bergamo